# El Desecho 2.ª Sección
El Desecho 2.ª Sección es una localidad del municipio de Huimanguillo ubicado en la subregión de la Chontalpa del estado mexicano de Tabasco.

## Geografía
La localidad de El Desecho 2.ª Sección se sitúa en las coordenadas geográficas 17°52′17″N 93°24′31″O / 17.871389, -93.408611, a una elevación de 22 metros sobre el nivel del mar.

## Demografía
Según el Conteo de Población y Vivienda 2020, efectuado por el Instituto Nacional de Estadística y Geografía, la localidad de El Desecho 2.ª Sección tiene 309 habitantes, de los cuales 162 son del sexo masculino y 147 del sexo femenino. Su tasa de fecundidad es de 3.04 hijos por mujer y tiene 88 viviendas particulares habitadas.
| Gráfica de evolución demográfica de El Desecho 2.ª Sección entre 1970 y 2020 |
|                                                                              |
| INEGI.                                                                       |